# Aleš Gerloch
Aleš Gerloch (* 26. května 1955 Ostrava) je český právník a profesor na Právnické fakultě Univerzity Karlovy, kde se zabývá hlavně teorií práva, právní filozofií a ústavním právem. V letech 2014–2022 zastával funkci prorektora pro akademické kvalifikace Univerzity Karlovy. Externě také vyučuje na Právnické fakultě Západočeské univerzity.
V letech 2006 až 2014 na Právnické fakultě UK vykonával funkci děkana. Provozuje také advokátní praxi a od roku 2006 je místopředsedou Legislativní rady vlády. Téhož roku byl zvolen Právníkem roku v oblasti veřejného práva. V roce 2008 obdržel stříbrnou medaili Antonína Randy, kterou získal jako významný představitel politického, veřejného a společenského života, za jeho zásluhy o fungování demokratického právního státu a významnou pomoc a spolupráci s Jednotou českých právníků.

## Život a rodinný původ
Narodil se v Ostravě. Do Prahy přišel s rodiči v polovině 60. let. Otec Vladimír Gerloch byl novinář. Na počátku normalizace od dubna 1970 se stal vedoucím ideologického oddělení na ÚV KSČ. Na konci 70. let byl pak zástupcem šéfredaktora tiskového orgánu ÚV KSČ Rudé právo. Matka Aleše Gerlocha pracovala na sekretariátu KSČ.
Aleš Gerloch dokončil základní školu v Praze, poté studoval na střední škole a složil maturitní zkoušky.
Již v 18 letech se stal kandidátem na členství v KSČ a členem KSČ byl až do roku 1990. V roce 1978 úspěšně ukončil magisterské studium na Právnické fakultě Univerzity Karlovy, kde od té doby působí jako učitel. Od roku 1983 se pravidelně stýkal s agentem StB, když StB zkoumala možnost využít ho jako tajného spolupracovníka. Spis byl uložen roku 1986 se závěrem, že Gerloch je kladně politicky orientován, je ochoten být ve styku s orgány MV a informovat o situaci na PF UK Praha v oficiálním styku. Podle českého publicisty Jana Urbana se Gerloch před rokem 1989 setkával nejméně deset let s příslušníky StB. Urban v roce 2019 ve svém příspěvku do internetového média HlídacíPes.org uvádí, že „podle dochovaných dokumentů je zjevné, že pan Gerloch se nijak nestyděl předávat tajné policii i charakteristiky osob ze svého okolí. Mezi slušnými lidmi se tomu v té době říkalo udávání.“

## Akademická činnost
Aleš Gerloch absolvoval magisterské studium na Právnické fakultě Univerzity Karlovy v Praze roku 1978, ve stejném roce získal i titul JUDr. V 80. letech absolvoval studijní pobyt ve Švýcarsku. Roku 1981 se stal kandidátem věd, v roce 1989 se stal docentem teorie práva a právní filozofie a v roce 2001 byl jmenován profesorem v oboru teorie, filozofie a sociologie práva. Od roku 2001 je vedoucím katedry teorie práva a právních učení a v letech 2006 až 2020 byl i vedoucím katedry ústavního práva.
Ve své vědecké činnosti se od roku 1996 věnuje otázkám tvorby práva, právní metodologie a interpretace práva, proměnám práva v rámci europeizace a globalizace, či problematice právního státu a ústavnosti. Jeho nejpopulárnější publikací je učebnice Teorie práva.
V roce 2005 byl akademickým senátem Právnické fakulty UK zvolen na čtyřleté funkční období děkanem fakulty. Podruhé byl do funkce zvolen roku 2009, kdy ho podpořilo 19 z 20 senátorů.
V roce 2014 byl rektorem Univerzity Karlovy Tomášem Zimou jmenován prorektorem pro akademické kvalifikace. Na další čtyřleté období byl jmenován roku 2018 se souhlasem 45 z 46 akademických senátorů univerzity.

## Advokátní činnost
Od počátku 90. let Aleš Gerloch působí jako samostatný advokát. Jako odborník na ústavní právo se věnuje především řízením před Ústavním soudem a Evropským soudem pro lidská práva. Je hodnocen jako jeden z nejlepších advokátů při podávání návrhů Ústavnímu soudu. Úspěšně zastupoval skupinu senátorů ve věci slevy na dani pro pracující důchodce, když Ústavní soud prohlásil zrušení této slevy v rozporu se zásadou rovnosti, podobně uspěl jeho návrh na zrušení ustanovení zákona, které nespravedlivě zdaňovalo důchodce s vysokými příjmy. Ústavní soud též vyhověl návrhu senátorů zastoupených Alešem Gerlochem na zrušení vyhlášky Ministerstva spravedlnosti, která ukládala insolvenčním správcům povinnosti v rozporu s Ústavou. Další skupinu senátorů úspěšně zastupoval v řízení o zrušení ustanovení úhradové vyhlášky, které vybočily ze zákonného zmocnění.
Rozhodnutí ÚS, které omezilo možnost žádat informace o platu a odměnách zaměstnanců veřejné správy podle zákona o svobodném přístupu k informacím v zájmu ochrany soukromí, vzbudilo kritiku v právnických kruzích. Tento nález se totiž ve velkém rozsahu opíral o stanovisko Aleše Gerlocha, který byl označen jako amicus curiae, byť Gerloch sledoval partikulární zájmy svých klientů v podobné věci. K takovému vyjádření byl však soudem sám vyzván, a kritiku poté odmítl s tím, že se jedná o věc obecného zájmu.

## Politika
Do KSČ vstoupil již v roce 1975. a setrval v ní po celou dobu normalizace až do roku 1990. Ve volbách do Senátu PČR v roce 2018 kandidoval jako nezávislý v obvodu č. 17 – Praha 12, když se mu podařilo získat požadovaný tisíc podpisů od voličů. K získání podpisů využil studenty Právnické fakulty Univerzity Karlovy. Studenty oslovil pomocí e-mailových adres určených ke studijním účelům, které měl jako pedagog k dispozici. Se ziskem 9,04 % hlasů však skončil na 4. místě.
Jeho programem bylo posílení Senátu v legislativním procesu jako ústavní pojistky např. prodloužením lhůty pro projednání návrhu zákona nebo rozšířením zákonů podle čl. 40 Ústavy, u kterých Senát nemůže být přehlasován. Prosazoval zakotvení českého národa a češtiny do Ústavy na základě spojení národního principu, ochrany národnostních a etnických menšin a institutu státního občanství. Podporoval myšlenku celostátního referenda jako doplňujícího prvku zastupitelské demokracie. Dále kladl důraz na oblast školství a vzdělanosti. Též se chtěl věnovat lokálním problémům, jako je stavba metra D, zahušťování sídlišť a zmenšování zeleně. Problémy svého volebního obvodu plánoval řešit jak legislativně, tak jednáním se starosty městských částí, s primátorem nebo na úrovni ministerstev. Volební kampaň Aleše Gerlocha probíhala na kontaktní bázi a rozpočet kampaně byl daleko menší než jeho hlavního oponenta a pozdějšího vítěze voleb Pavla Fischera.

## Kandidatura do Ústavního soudu ČR
Na konci února 2019 jej prezident Miloš Zeman navrhl Senátu PČR na post soudce Ústavního soudu ČR. Podle senátora Tomáše Czernina by Aleš Gerloch neměl být jmenován ústavním soudcem. Pro prezidenta Miloše Zemana je ideální advokát, který mu v minulosti poskytoval právní analýzy v kontroverzních kauzách. Na základě Gerlochových analýz argumentoval prezident Zeman, že jeho předvolební výjezdy do krajů nejsou kampaň, že nemusí jmenovat ministrem zahraničí Miroslava Pocheho nebo že je nezákonné vydat do USA ruského hackera Nikulina. Podobným způsobem hájil Gerloch Andreje Babiše v jeho sporu o střet zájmů s Městským úřadem v Černošicích nebo zpracováním znaleckého posudku, kterým se pokusil přesvědčit unijní auditory, aby byli k Babišovi shovívavější a uznali, že si splnil povinnost, když Agrofert převedl ze svého přímého majetku pod svěřenské fondy.
Dne 20. března 2019 pak obdržel v Senátu PČR pouze 19 z 64 odevzdaných hlasů a soudcem Ústavního soudu ČR se tak nestal. Proti se vyjadřovali především senátoři z řad hnutí STAN, KDU-ČSL, TOP 09 a hnutí Senátor 21. Předseda hnutí Senátor 21 Václav Láska poznamenal, že Gerlocha obhajuje prezidentův kancléř, který pokládá za přijatelné scházet se se soudci a říkat jim, jak by měli rozhodovat. Zdeněk Papoušek (KDU-ČSL) poukázal na Gerlochův vstup do předlistopadové komunistické strany v období normalizace (Gerloch se stal členem KSČ po stranických čistkách na počátku normalizace). Marek Hilšer z klubu Starostů upozornil na to, že Gerloch ve svém životopise neuvedl práce před rokem 1995 a to, že působil na vysokých školách, které produkovaly „turbostudenty z řad politiků a policistů“.
Klub na obranu demokracie zaslal všem senátorům a senátorkám otevřený dopis „Profesor Gerloch není vhodným kandidátem pro Ústavní soud“, který mezi 6. a 17. březnem 2019 podepsalo 3 326 občanů, včetně signatářů Charty 77, historiků, filmových režisérů a dalších umělců, novinářů, spisovatelů, vědců a vysokoškolských pedagogů.
Profesor Cardiff Law School Jiří Přibáň, který s prof. Gerlochem učinil zkušenost jako jeho student na Právnické fakultě v závěru 80. let, byl k jeho nominaci ještě kritičtější. Podle něj „Aleš Gerloch přednášel teorii socialistického státu a práva neostalinským dialektem, který již v době perestrojky nebyl nutný ani vyžadovaný. Gerlochův talent nespočíval v odbornosti, ale ve schopnosti kombinovat osobní ambice s neosobní loajalitou se všemi, kteří byli momentálně u moci. Skutečnost, že okupoval místo vedoucího katedry na více českých univerzitách a v několika právních oborech není projevem geniality ducha, ale tristního stavu vysokého školství. Podle dnes běžných akademických měřítek obstojí Gerlochovy publikace nanejvýš jako učební pomůcky, jimiž se za českými humny nikdo vážně nezabývá. Možnost, že by se tento člověk mohl stát i šéfem Ústavního soudu, by mohla zničit vše, co se podařilo vybudovat v našem ústavním soudnictví.“